# Distretto di Khong (Nakhon Ratchasima)
Il distretto di Khong (in thailandese: คง) è un distretto (amphoe) della Thailandia, situato nella provincia di Nakhon Ratchasima.